# Biverud en Löre
Biverud en Löre (Zweeds: Biverud och Löre) is een småort in de gemeente Örebro in het landschap Närke en de provincie Örebro län in Zweden. Het småort heeft 81 inwoners (2005) en een oppervlakte van 20 hectare. Eigenlijk bestaat het småort uit twee plaatsen: Biverud en Löre. Het småort wordt omringd door zowel bos als landbouwgrond en de stad Örebro ligt ongeveer twintig kilometer ten westen van het småort.